# Banque de Finlande
La Banque de Finlande (en finnois : Suomen Pankki; en suédois : Finlands Bank) est la banque centrale de la Finlande. C'est la quatrième banque centrale la plus ancienne au monde.

## Histoire
La banque est fondée le 1er mars 1812 dans la ville de Turku par le tsar Alexandre Ier de Russie sous le nom de Comptoir de Change de Prêt et de Dépôt (finnois : Waihetus-, Laina- ja Depositioni-Contori). En 1819, elle est transférée à Helsinki.
Ses caractéristiques de banque centrale sont apportées par la création monétaire de 1840, l'introduction du mark finlandais de 1860-1865 et la création de banques commerciales dans la seconde moitié du XIXe siècle.
Le siège social de la Banque a été endommagé par les bombardements soviétiques lors des raids aériens de la guerre de Continuation de 1944. Après la Seconde Guerre mondiale et un nouvel épisode inflationniste jusqu'au début des années 1950, la Banque de Finlande a géré le régime de répression financière du pays, puis la libéralisation dans les années 1980. Le markka a été dévalué à plusieurs reprises jusqu'à sa mise en flottement final en septembre 1992.
À la suite de la crise bancaire finlandaise des années 1990, la supervision financière a été réorganisée en Finlande avec la création du Rahoitustarkastus (Rata) en 1993, un organisme de surveillance bancaire indépendant, rattaché à la Banque de Finlande, mais doté de sa propre gouvernance. En 2009, l'Autorité finlandaise de surveillance financière a été créée par la fusion du Rata et de l'autorité de surveillance des assurances, auparavant distincte.

## Siège
Le siège social de la Banque de Finlande est situé dans le quartier de Kruununhaka à Helsinki, sur un terrain délimité par Snellmaninkatu, Rauhankatu, Kirkkokatu et Unioninkatu. La construction du bâtiment de la banque, conçu par l'architecte russo-allemand Ludwig Bohnstedt, s'achève en 1883.
Auparavant, la Banque de Finlande avait plusieurs succursales situées à Joensuu, Jyväskylä, Kotka, Kuopio, Lahti, Mikkeli, Oulu, Pori, Rovaniemi, Tampere, Turku, Vaasa et Viipuri.

## Liste des présidents
| Rang | Nom                 | Mandat    | Mandat | Rang                    | Nom           | Mandat    | Mandat            | Rang        | Nom         | Mandat    |
| ---- | ------------------- | --------- | ------ | ----------------------- | ------------- | --------- | ----------------- | ----------- | ----------- | --------- |
| 1er  | Claes Johan Sacklén | 1812–1816 |        | 13e                     | August Florin | 1870–1875 |                   | 25e         | Klaus Waris | 1957–1967 |
| 2e   | Carl Johan Idestam  | 1817–1820 | 14e    | Gustaf Samuel von Troil | 1875–1884     | 26e       | Mauno Koivisto    | 1968–1982   |             |           |
| 3e   | Otto Herman Lode    | 1820–1827 | 15e    | Alfred Charpentier      | 1884–1897     | 27e       | Ahti Karjalainen  | 1982–1983   |             |           |
| 4e   | Johan Gustaf Winter | 1827–1841 | 16e    | Theodor Wegelius        | 1898–1906     | 28e       | Rolf Kullberg     | 1983–1992   |             |           |
| 5e   | Carl Wilhelm Trapp  | 1841–1853 | 17e    | Clas Herman von Collan  | 1907–1918     | 29e       | Sirkka Hämäläinen | 1992–1998   |             |           |
| 6e   | Axel Ludvig Bom     | 1853–1856 | 18e    | Otto Stenroth           | 1918–1923     | 30e       | Matti Vanhala     | 1998–2004   |             |           |
| 7e   | Alex Federley       | 1853–1854 | 19e    | August Ramsay           | 1923–1924     | 31e       | Erkki Liikanen    | 2004–2018   |             |           |
| 8e   | Robert Trapp        | 1854–1856 | 20e    | Risto Ryti              | 1924–1943     | 32e       | Olli Rehn         | depuis 2018 |             |           |
| 9e   | Frans Ivar Edelheim | 1856–1858 | 21e    | Jukka Rangell           | 1943–1944     |           |                   |             |             |           |
| 10e  | Wilhelm Blidberg    | 1858–1861 | 22e    | Risto Ryti              | 1944–1945     |           |                   |             |             |           |
| 11e  | Carl Isak Björkman  | 1862–1866 | 23e    | Sakari Tuomioja         | 1945–1955     |           |                   |             |             |           |
| 12e  | Victor von Haartman | 1866–1870 | 24e    | Rainer von Fieandt      | 1955–1957     |           |                   |             |             |           |

### Référénces
1. ↑  (en) « Finland Foreign Exchange Reserves, 2000 – 2024 | CEIC Data » [archive du 26 mars 2024], sur www.ceicdata.com (consulté le 22 juin 2025)
2. ↑  (en) Carl-L. Holtfrerich et Jaime Reis, The Emergence of Modern Central Banking from 1918 to the Present, Routledge, 5 décembre 2016 (ISBN 978-1-351-89077-9, lire en ligne)
3. ↑  (en) Seppo Honkapohja, « Seppo Honkapohja: Bank of Finland's 200 years », www.bis.org,‎ 14 novembre 2014 (lire en ligne, consulté le 22 juin 2025)
4. ↑  (en) « The main building of the Bank of Finland », sur taide.art (consulté le 22 juin 2025)
5. ↑  (en) « The 1990s banking crisis in Finland: main causes and consequences, lessons for the future » [archive du 24 avril 2005], sur www.kredittilsynet.no (consulté le 22 juin 2025)
6. ↑  (en) Suomen Pankki, « Board Members in the history of the Bank of Finland » [archive du 7 août 2017], sur Suomen Pankki (consulté le 22 juin 2025)